# Cristobal Cruz
Cristobal Cruz (* 19. Mai 1977 in Chiapas, Mexiko) ist ein mexikanischer Boxer im Federgewicht.

## Profi
Er gewann seine ersten 15 Kämpfe, die meisten davon durch K. o. In seinem 16. Fight verlor er gegen Manuel Arjona durch klassischen Knockout. In seinem 18. Kampf musste er seine erste Punktniederlage hinnehmen.
Am 23. Oktober 2008 trat er gegen seinen Landsmann Orlando Salido um den vakanten Weltmeistertitel des Verbandes IBF an und siegte durch eine geteilte Punktrichterentscheidung. Er verteidigte diesen Titel insgesamt dreimal in Folge und verlor ihn im Mai 2010 im Rückkampf gegen Orlando Salido durch einstimmigen Beschluss.